# 池袋児童の村小学校
池袋児童の村小学校（いけぶくろじどうのむらしょうがっこう）は大正期に存在した、大正自由教育運動を代表する学校の一つ。
野口援太郎が教育の世紀社（下中弥三郎、志垣寛、為藤五郎などが設立、教育雑誌『教育の世紀』を刊行）を母体に創設した学校で、1924年（大正13年）4月に開校した。児童中心主義に立ち、教科や時間割の枠に拘泥せず、子供と教師の生活共同体的な学びの場を目指した。

## 教員
訓導として呼ばれた野村芳兵衛が、この短命に終わった学校での実践記録を多く残している。同僚の教員には、上田庄三郎（のち、教育評論家。上田耕一郎、不破哲三の父）、小砂丘忠義（ささおかただよし。生活綴方実践家）、志垣寛もいた。

## 影響
この学校を手本として1925年（大正14年）、桜井祐男が関西に芦屋児童の村小学校を、また上田庄三郎が雲雀ヶ岡児童の村（神奈川県・茅ヶ崎）を運営したが、本学校より早く消滅している。
池袋児童の村小学校は、旧制中学校や高等女学校などの進学成績が振るわず一時は城西学園と連携して進学成績の好転を図ったが中途退学者の多さから状況を打開するに至らなかった。こうしたことから保護者層からの批判も大きく児童数も忽ちにして減少し、さらに1930年代になると母体である教育の世紀社から土井竹治や鷲尾知治が脱退、それぞれ啓明学園尋常小学校・目白学園小学校を開校するなどして内紛に陥り、経営が苦境に陥って教育活動そのものが立ち行かなくなった。結局1936年に池袋児童の村小学校は閉校、敷地の一部は地元に開放され現在は豊島区立千早フラワー公園になっている。
1. ↑  それぞれ、現存する啓明学園・目白学園とは無関係。

## 評価
豊島区立郷土資料館で、1991年8月1日-9月29日に本校と自由学園を取り上げた企画展示「こどもの再発見－豊島の児童文化運動と新学校」が行われた。池袋モンパルナス同様の新興教育運動として現在の教育に劣らぬ先鋭さが認められる。